# Rimvydas Survila
Rimvydas Raimondas Survila (ur. 5 grudnia 1939 w Szawlach) – litewski inżynier, zootechnik i polityk, minister rolnictwa w latach 1991–1992.

## Życiorys
W 1964 ukończył studia w Litewskiej Akademii Weterynaryjnej. Uzyskał stopień kandydata nauk rolniczych.
Po ukończeniu studiów pracował jako naczelny zootechnik w Zarządzie Gospodarki Rolnej w Trokach. Od 1972 do 1990 był naczelnym zootechnikiem, a od 1990 dyrektorem przedsiębiorstwa „Vievio paukštynas” (państwowa ferma drobiowa w Jewiach).
W latach 1988–1990 działał w Sąjūdisie, był wiceprzewodniczącym rady rejonowej tego ugrupowania w Trokach. W 1990 został wybrany do Rady Najwyższej Litewskiej SRR, przekształconej w Sejm niepodległej Litwy. Był jednym z sygnatariuszy Aktu Przywrócenia Państwa Litewskiego uchwalonego 11 marca 1990.
W latach 1991–1992 pełnił funkcję ministra rolnictwa w rządach Gediminasa Vagnoriusa i Aleksandrasa Abišali.
W 1993 powrócił do pracy w „Vievio paukštynas”, obejmując stanowisko wicedyrektora. Od 1997 kierował Departamentem Rybołówstwa Ministerstwa Rolnictwa.
19 marca 1999 wszedł do Sejmu z listy Związku Ojczyzny, obejmując mandat po Stasysie Stačiokasie. Do końca kadencji w 2000 pełnił funkcję pierwszego zastępcy przewodniczącego frakcji Związku Ojczyzny. W latach 1995–2003 zasiadał w radzie rejonu trockiego. Po zakończeniu kadencji Sejmu wrócił do Departamentu Rybołówstwa Ministerstwa Rolnictwa na stanowisko zastępcy dyrektora. W 2004 pełnił obowiązki dyrektora Departamentu.